# Eduard Essen
Eduard Eduardowicz Essen (ros. Эдуард Эдуардович Эссен, ur. 14 stycznia 1879 w stanicy Marino w guberni charkowskiej, zm. 23 kwietnia 1931 w Leningradzie) – działacz ruchu rewolucyjnego i bolszewickiego w Rosji.

## Życiorys
Urodził się w szlacheckiej rodzinie inżyniera. W 1898 wstąpił do SDPRR, uczył się w petersburskiej Akademii Sztuk Pięknych, w 1911 ukończył studia na wydziale prawnym Uniwersytetu Petersburskiego. Prowadził działalność partyjną w wielu miastach, w 1905 został członkiem Petersburskiego Komitetu SDPRR. Podczas I wojny światowej prowadził rewolucyjną propagandę wśród żołnierzy Frontu Północnego. W 1917 był członkiem rejonowego komitetu SDPRR(b) w Piotrogrodzie i przewodniczącym rejonowej rady. Po rewolucji październikowej został zastępcą ludowego komisarza kontroli państwowej RFSRR, od 1918 do 1924 był pracownikiem politycznym Armii Czerwonej, później wykładał w uczelniach wojskowych, a od 1925 do 1929 był rektorem Akademii Sztuk Pięknych w Leningradzie, w 1929 przeszedł na emeryturę.